# 沃特金塔
沃特金塔（英語：Watkin's Tower）是一座曾位於英格蘭倫敦溫布利公園（當時位於米德爾塞克斯）中從未完工的鐵格觀光塔。其設計旨受到巴黎艾菲爾鐵塔的啟發，並由鐵路企業家愛德華·沃特金爵士領導。作為溫布利公園作為休閒場所崛起的一部分規劃計畫，沃特金塔因作為城市北部的公園創建一個358公尺（1,175 英尺）高的旅遊景點，被稱為「倫敦大塔」。
然而，該塔從未完工，在進行一部分興建工程後，最終全部的建築物於1907年被拆除。塔所在的位置是現在的英國國家足球場温布利球场。

## 名稱
在塔的規劃、建造和傳承過程中，人們曾給這座塔取了無數的名字和綽號。除了目前的通稱沃特金塔外、還包括沃特金的愚蠢塔、溫布利公園塔、溫布利塔、大都會塔、和倫敦樹樁塔等名稱。

## 沿革
愛德華·沃特金爵士（1819-1901年）是英國國會議員和鐵路企業家，他以擔任九家不同英國鐵路公司的董事長而聞名。此外，他也是一個雄心勃勃的夢想家，並因此主持了大型鐵路工程項目以實現他的商業願景。包括曾規劃在英吉利海峽下修建海峽隧道，目的是將鐵路連接到法國鐵路運輸的計畫。並在此計畫中成功開通了大中央幹線，儘管海峽隧道計畫最後在1881年失敗了，但沃特金仍然是一個積極進取的創新者，並作為日後鐵路建設宏偉計劃的重要啟發者。

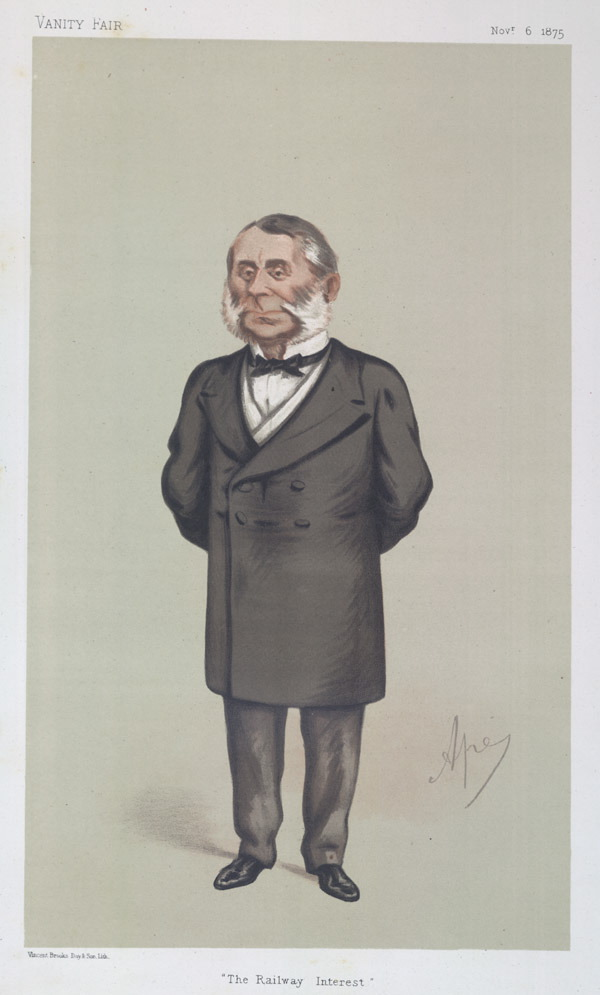
英國周刊《名利場雜誌》以「猿」對沃特金的諷刺漫畫。

在他任命的眾多鐵路高管中，沃特金曾作為大都會鐵路（當今倫敦地鐵系統大都會線）的董事長，沃特金熱衷於吸引更多乘客搭乘大都會鐵路，並積極地將公司的鐵路延伸到白金漢郡。由於考慮將居住於倫敦人前往鄉下作為商機，因此他構思一個主要、吸引力足夠的「存在」，以此來引人群離開城市，並乘坐他的火車達到目的地。
為此，沃特金在米德爾塞克斯一個名為温布利的鄉村小村莊附近購買了一塊土地，以建造一個大型遊樂園區，內有可划船的湖泊、瀑布和觀賞花園、板球場和足球場。而沃特金遊樂園的中心及地標則是一座高聳的金屬塔，並提供周圍鄉村的全景，距離貝克街車站僅12分鐘路程。付費的乘客能夠乘坐火車進入溫布利公園及其塔樓，到達大都會鐵路專門為該景點建造的溫布利公園站，對此沃特金自信地預計公園會湧入的大量人群，而公園車站最終則是於1893–4年啟用。

### 設計
受到法國巴黎於1888年完工的艾菲爾鐵塔啟發，沃特金曾邀請該鐵塔的設計師古斯塔夫·埃菲爾親自來設計溫布利公園的新塔，然而埃菲爾對於此事則拒絕了，他回答說「如果他設計了這座塔，那麼法國人們就不會像我希望的那樣，認為我是一個優秀的法國人。」
最終在1890年，沃特金舉行了一次建築設計比賽，共提交了68個設計方案。一些更具異國情調的提議包括一座價值100萬英鎊，其靈感來自比薩斜塔的塔樓；或是帶有「可容納四人的系留降落傘」塔樓；和一座外部設有螺旋形鐵路的塔樓、一種設計包括1/12比例的吉薩大金字塔模型，設想為「空中素食者的殖民地，他們能夠從空中花園種植自己的食物。」
最終的獲獎作品編號為37，由倫敦的斯圖爾特、麥克拉倫和鄧恩建築工作室所提交。他們提出了一座1,200 英尺（366公尺）的八足金屬塔——比當時312.2公尺（1,024 英尺）的艾菲爾鐵塔高 45.8公尺（150 英尺）.。該塔樓將設有兩個觀景台，每個觀景台都有餐廳、劇院、舞廳和展覽。此外還設有冬季花園、土耳其浴和一間擁有90間臥室的旅館。塔頂可通過電梯系統到達，該區域蛇提供新鮮空氣的療養院和天文台設施，利用海拔高度提供的更清新的空氣。整個結構在夜晚時將由電燈照亮。
沃特金因此成立了一家名為國際塔樓建設的新公司負責管理該項目，並任命參與福斯橋和阿斯旺大壩設計的土木工程師本傑明·貝克監督施工，在公開認購失敗後，公司只能以自有資金進行該項目的建設；沃特金後則委託重新設計，將原本的八角形結構，縮小為更便宜的四足設計，這使外表與艾菲爾鐵塔更相似。最終塔樓於1892年奠基，1893年6月開始施工。與此同時，周圍的公園也開始佈置板球場和划船湖，為公園的第一批遊客做好準備。

### 興建與拆除

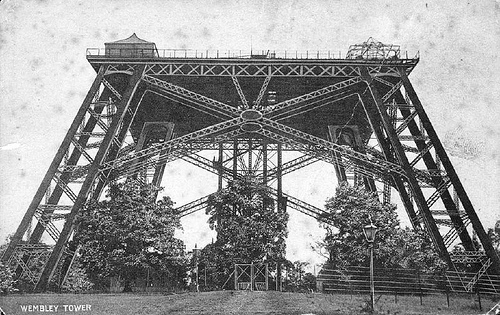
沃特金塔的第一階段，也是建築物停工時最終的樣貌，1900年所攝。

溫布利公園於1894年5月正式向大眾開放，但當時塔樓第一階段的建設仍在進行中，儘管塔樓仍在興建，然而該公園在1895年期間吸引了12,000名遊客，並被證明是倫敦的熱門景點。1895年9月，沃特金塔的第一階段竣工，高約47公尺（154 英尺）。此時，沃特金因生病而退休，導致沃特金塔的興建進度落後。很快，工程師就發現塔樓結構的基礎出現不穩定的問題，由於降低成本導致原始設計的塔腿數量被漸少，卻導致剩下的四個塔腳壓力持續增加的狀況下導致地基下沉的問題。
在接下來的幾年裡，國際塔樓建設在項目融資方面遇到更多問題，並於1899年自願清算，決定自願結束其事務而，在此時階段，沃特金塔也正式進入停工期。在沃特金於1901年去世後，由於施工停頓，這個「不安全」的場地於次年對大眾關閉。1904年至1907年間，沃特金塔使用炸藥爆破而拆除。
儘管沃特金塔的計畫最終以失敗收場，但溫布利公園卻作為倫敦受歡迎的休閒場所繼續蓬勃發展，提供足球、板球、自行車、賽艇、田徑運動，到第一次世界大戰結束時，共有超過一百個體育俱樂部使用了溫布利球場的設施。為了挽回損失，國際塔樓建設將中心轉向房屋建築，並於1906年重組為溫布利公園地產公司（Wembley Park Estate Company），在溫布利郊區建設專屬住宅和高爾夫球場。
戰後，溫布利被選為1924年大英帝國展覽會的舉辦地，公園用地則是從大都會鐵路公司購買的。在約翰·威廉·辛普森、麥克斯韋·埃爾頓和歐文·威廉姆斯為展覽所設計的展館中，温布利球场則是座落於沃特金塔的舊址上興建，並於1923年開放。後來成為英格蘭國家足球隊的主場。在2000年至2003年重建原體育場時， 現場的工人在體育場重新發現了沃特金塔的混凝土基礎結構。

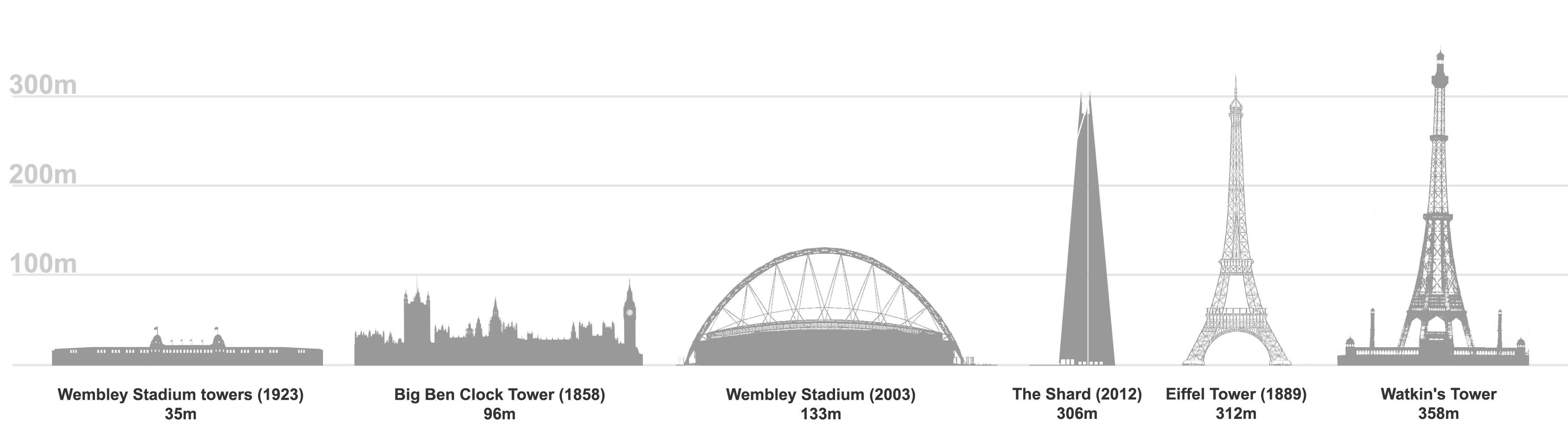
沃特金塔與其他建築的對比圖，自左開始為舊温布利球场、威斯敏斯特宫、温布利球场、碎片大廈、艾菲爾鐵塔以及沃特金塔。

## 遺產
沃特金塔並非英國建造鐵構造觀光塔的最後一次嘗試。在英格蘭西北部還建造了包括布莱克浦塔（1894年）、新布萊頓塔（1896年）和莫克姆塔（1898 年）等設施，儘管只有布莱克浦塔仍存留至今。
儘管沃特金塔已經不復存在，但溫布利公園依然作為吸引大量人群的重要景點，並定期舉辦體育和音樂活動，成為1948年夏季奧運會和2012年夏季奧運會的舉辦地點。由大都會鐵路建造的車站至今仍在使用，並通過倫敦地鐵大都會線和朱比利線為溫布利人群提供主要的交通連接。
沃特金塔的故事，在1973年的 BBC紀錄片《大都會樂園》中被桂冠詩人約翰·貝傑曼簡要敘述過。在節目中，貝傑曼描述了沃特金在倫敦北部一個鮮為人知的農村地區創造工程奇蹟的願景：
|                               | 在尼斯登之外有一個不重要的小村莊，大都會線多年來一直沒有在那裡停留，那就是溫布利。一個原本只有泥濘的田野和草場的小鎮。然而，愛德華·沃特金爵士的夢想卻從此地的迷霧中升起：那就是倫敦的艾菲爾鐵塔。 |
| ——約翰·貝傑曼，《大都會樂園》 | |

該節目還展示了沃特金塔的一些不成功的設計。《大都會樂園》的腳本目前仍可在2009年貝傑曼出版的詩歌集《Betjeman's England》中找到。
威爾斯登格林圖書館的布倫特博物館也展示了沃特金塔的歷史。

## 外部連結
- Lynde, Fred. C. . London: The Tower Company/Industries. 1890  [26 August 2013]. （原始内容存档于2014-02-09）.
- SkyscraperPage - Watkin's Tower (358 m) （页面存档备份，存于）, a conception of the illustrator.
- SkyscraperPage - Watkin's Tower (47 m) （页面存档备份，存于）
- Skyscraper News - Wembley Park Tower （页面存档备份，存于）
- The 68 designs submitted to the contest Great Tower for London 1890 （页面存档备份，存于）